# Hugo Sánchez Portugal
Hugo Sánchez Portugal (* 15. Juni 1984 in Madrid, Spanien; † 8. November 2014 in Mexiko-Stadt, Mexiko) war ein mexikanischer Fußballspieler auf der Position eines Verteidigers.

## Leben
Hugo Sánchez Portugal kam 1984 in der spanischen Hauptstadt zur Welt, als sein Vater Hugo Sánchez bei Atlético Madrid unter Vertrag stand. Er besaß allerdings immer die mexikanische Staatsbürgerschaft.
Während sein Vater in seiner Heimat Mexiko ein Fußballidol ist, war die sportliche Laufbahn von Sánchez Portugal kurz und unbedeutend.
In den Spielzeiten 2003/04 und 2004/05 stand er beim langjährigen Verein seines Vaters, den UNAM Pumas, unter Vertrag, kam aber insgesamt nur zu fünf Einsätzen in der höchsten mexikanischen Spielklasse. Dennoch gehörte er im selben Zeitraum zum Kader der Pumas-Mannschaft, die beide Meisterschaften des Jahres 2004 gewann und in jener Zeit von Hugo Sánchez Senior trainiert wurde. Nach seiner Zeit bei den Pumas wechselte er zum Club Atlante, bei dem er allerdings überhaupt nicht zum Einsatz kam.
Sánchez Portugal starb im Alter von 30 Jahren in seiner Wohnung in der Colonia Polanco von Mexiko-Stadt an einer Gasvergiftung, die durch eine undichte Leitung hervorgerufen wurde.

## Erfolge
- Mexikanischer Meister: Clausura 2004, Apertura 2004